# 吳蘇案
吳蘇案，也被稱為吳蘇行賄案、吳天惠行賄案、吳天惠案，於1989年在台灣發生的司法關說與貪污案件。起源於司法院第四廳廳長吳天惠之妻蘇岡律師向檢察官行賄施壓。吳天惠在過程中以電話向檢察官關說。法院最終判決吳天惠無罪，引起八名司法官員辭職抗議。

## 歷史
當事人司法院第四廳廳長吳天惠，當時負責司法官紀律風氣。其妻蘇岡律師，以能向法官關說為由，向委託人收取賄賂後，向新竹地檢陳松棟檢察官進行關說，要求他中止調查一起貪污案。過程中，吳天惠以廳長身份，多次以電話向檢查官陳松棟要求安排見面討論此案。其妻蘇岡律師親自至檢察官宿舍，強迫要求陳松棟檢察官收下賄款，但遭拒絕。
在陳松棟檢察官向同事高新武檢察官透露案情後，於1989年1月11日司法節當天，在未知會台北地檢署的狀況下，高新武跨越轄區，至台北市逕行拘提吳天惠與蘇岡，進行調查。檢察長劉學魁提出檢察一體原則，要求高新武交出案件，由其他檢察官偵辦，遭高新武拒絕。新聞媒體廣泛報導此案後，最高檢察署下令，改為由兩位檢察官同時偵辦，最終起訴了吳天惠與蘇岡。在審判期間，新竹地院院長黃金瑞曾經對承辦法官進行施壓，新竹地方法院最終判決蘇岡行賄罪成立，吳天惠無罪。

## 地院判決理由
地方法院法官認為，吳天惠打電話給陳松楝安排見面，無法證明他有行賄意圖。可以合理懷疑蘇岡隱瞞自己收取委託人賄賂的事實，以幫助親戚說情為由，要求吳天惠打電話。以證據不足，無法證明吳天惠以法定職權來施壓索賄為由，判決吳天惠無罪。

## 後續發展
此判決引起新竹九名司法官員辭職抗議，其中包括四位新竹地院法官袁崇楨、林敏澤、孫天麒與謝啟大，檢察官邱太三，以及三位負責調查的調查員。其中袁崇楨，謝啟大與三位調查員接受慰留，其他人則決定辭職。在最高檢察署下令調查高新武越權後，高新武檢察官也在六個月後辭職。
在判決無罪後，吳天惠升任公務員懲戒委員會委員，主掌全國公務員違法失職案件。在法院退休後，自行開設律師事務所。
新竹地院院長黃金瑞，在此案後，曾任美麗島案受命法官，後來升任新竹及台中地方法院院長。在台中地方法院院長期間，被調查出利用院長職權連續超貸一億二千萬元，被公懲會處罰停職五年。